# Sexdeciljard
Sexdeciljard är talet 1099 i tiopotensnotation, och kan skrivas med en etta följt av 99 nollor, alltså
1 000 000 000 000 000 000 000 000 000 000 000 000 000 000 000 000 000 000 000 000 000 000 000 000 000 000 000 000 000 000 000 000 000.
Ordet sexdeciljard kommer från det latinska prefixet sexdeca- (sexton) och med ändelse från miljard.
En sexdeciljard är lika med en miljon quindeciljarder eller en miljondel av en septendeciljard.
En sexdeciljarddel är 10−99 i tiopotensnotation.
Tio sexdeciljarder (10100) är lika med en googol, där namnet till Internetföretaget Google kommer ifrån.